# The Return of East Atlanta Santa
| Recensione   | Giudizio |
| ------------ | -------- |
| Metacritic   | 70/100   |
| Exclaim!     | 5/10     |
| The Guardian |          |
| HipHopDX     |          |
| Pitchfork    | 7,6/10   |

The Return of East Atlanta Santa è il decimo album in studio del rapper statunitense Gucci Mane, pubblicato il 16 dicembre 2016 per le etichette discografiche Atlantic Records e GUWOP Enterprises, esclusivamente per Apple Music ed iTunes Store. Si tratta del terzo progetto pubblicato da Gucci Mane durante il 2016, insieme all'album Everybody Looking e al mixtape Woptober, entrambi pubblicati mentre quest'ultimo si trovava in carcere. L'album presenta le collaborazioni dei rapper Drake e Travis Scott e del cantante Bryson Tiller. La produzione dell'album è stata invece gestita da  Metro Boomin, Southside, Bangladesh, Zaytoven, Mike Will Made It, Murda Beatz ed altri.
The Return of East Atlanta Santa è stato supportato da tre singoli: "Last Time", "Drove U Crazy" e "Both", insieme a due singoli promozionali: "St. Brick Intro" e "Sutter".

## Antefatti
Nell'ottobre 2016, l'album fu annunciato in seguito alla pubblicazione del mixtape commerciale Woptober. Il titolo dell'album è una continuazione della serie di mixtape natalizi East Atlanta Santa. È il terzo capitolo della serie, e segue East Atlanta Santa, pubblicato nel 2014, ed East Atlanta Santa 2: The Night Guwop Stole X-Mas, pubblicato nel 2015.

## Tracce
1. St. Brick Intro – 2:25 (testo: Radrci Davis, Xavier Dotson – musica: Zaytoven)
2. I Can't – 3:28 (testo: Davis, Leland Wayne, Joshua Luellen – musica: Metro Boomin, Southside)
3. Walk on Water – 3:35 (testo: Davis, Ricky Harrell, Jr. – musica: Ricky Racks)
4. Both (feat. Drake) – 3:10 (testo: Davis, Luellen, Wayne, Aubrey Graham – musica: Southside, Metro Boomin)
5. Stutter – 3:11 (testo: Davis, Shane Lindstrom, Kevin Gomringer, Tim Gomringer – musica: Murda Beatz, Cubeatz)
6. Drove U Crazy (feat. Bryson Tiller) – 3:09 (testo: Davis, Ozan Yildrim, Bryson Tiller – musica: OZ)
7. Crash – 3:03 (testo: Davis, Bryan Simmons – musica: TM88)
8. Yet – 3:08 (testo: Davis, Lindstrom, K. GomringerT, Gomringer – musica: Murda Beatz, Cubeatz)
9. Nonchalant – 3:32 (testo: Davis, Michael Williams II, Marquel Middlebrooks – musica: Mike Will Made It, Marz)
10. Last Time (feat. Travis Scott) – 4:08 (testo: Davis, Dotson, Jacques Webster – musica: Zaytoven)
11. Bales – 3:40 (testo: Davis, Shondrae Crawford, Tranell Sims – musica: Bangladesh, Trabeats)
12. No Smoke – 3:48 (testo: Davis, Carlton Mays, Jr., Louis Jean, Anthony Frank – musica: Honorable C.N.O.T.E., Noor Shabazz, Tony Trouble)
13. Greatest Show on Earth – 2:37 (testo: Davis, Williams II – musica: Mike Will Made It)

## Classifiche
| Classifica (2017)         | Posizione massima |
| ------------------------- | ----------------- |
| Canada                    | 44                |
| Stati Uniti               | 16                |
| Stati Uniti (R&B/Hip-Hop) | 7                 |